# Ильинское сельское поселение (Новокузнецкий район)
Ильинское сельское поселение — упразднённое муниципальное образование в составе Новокузнецкого района Кемеровской области России.
Административный центр — село Ильинка.
Соседи — Центральный, Заводской, Новоильинский район Новокузнецка, Бунгурское, Красулинское, Металлургское, Сидоровское и Чистогорское сельские поселения.

## Население
| 2010 | 2012  | 2013  | 2014  | 2015  |
| ---- | ----- | ----- | ----- | ----- |
| 4070 | ↗4174 | ↗4334 | ↗4352 | ↘4304 |

## Населённые пункты
В составе Ильинского сельского поселения — сёла Ильинка, Бедарёво, посёлок Степной, деревни Митино и Шорохово.